# Список астероїдів (71001—71100)
| Назва                       | Тимчасове позначення | Дата відкриття | Місце відкриття                  | Відкривач                      |
| --------------------------- | -------------------- | -------------- | -------------------------------- | ------------------------------ |
| 71001 Натспасок (Natspasoc) | 1999 XL37            | 7 грудня 1999  | Обсерваторія Фаунтін-Гіллс       | Чарльз Джулз                   |
| (71002) 1999 XO37           | 1999 XO37            | 7 грудня 1999  | Обсерваторія Чрні Врх            | Обсерваторія Чрні Врх          |
| (71003) 1999 XD38           | 1999 XD38            | 3 грудня 1999  | Обсерваторія Уенохара            | Нобухіро Кавасато              |
| (71004) 1999 XF38           | 1999 XF38            | 3 грудня 1999  | Обсерваторія Наті-Кацуура        | Йошісада Шімідзу, Такеші Урата |
| (71005) 1999 XN41           | 1999 XN41            | 7 грудня 1999  | Сокорро (Нью-Мексико)            | LINEAR                         |
| (71006) 1999 XQ42           | 1999 XQ42            | 7 грудня 1999  | Сокорро (Нью-Мексико)            | LINEAR                         |
| (71007) 1999 XA43           | 1999 XA43            | 7 грудня 1999  | Сокорро (Нью-Мексико)            | LINEAR                         |
| (71008) 1999 XS43           | 1999 XS43            | 7 грудня 1999  | Сокорро (Нью-Мексико)            | LINEAR                         |
| (71009) 1999 XY44           | 1999 XY44            | 7 грудня 1999  | Сокорро (Нью-Мексико)            | LINEAR                         |
| (71010) 1999 XD45           | 1999 XD45            | 7 грудня 1999  | Сокорро (Нью-Мексико)            | LINEAR                         |
| (71011) 1999 XE45           | 1999 XE45            | 7 грудня 1999  | Сокорро (Нью-Мексико)            | LINEAR                         |
| (71012) 1999 XH49           | 1999 XH49            | 7 грудня 1999  | Сокорро (Нью-Мексико)            | LINEAR                         |
| (71013) 1999 XG50           | 1999 XG50            | 7 грудня 1999  | Сокорро (Нью-Мексико)            | LINEAR                         |
| (71014) 1999 XW52           | 1999 XW52            | 7 грудня 1999  | Сокорро (Нью-Мексико)            | LINEAR                         |
| (71015) 1999 XM55           | 1999 XM55            | 7 грудня 1999  | Сокорро (Нью-Мексико)            | LINEAR                         |
| (71016) 1999 XR55           | 1999 XR55            | 7 грудня 1999  | Сокорро (Нью-Мексико)            | LINEAR                         |
| (71017) 1999 XW55           | 1999 XW55            | 7 грудня 1999  | Сокорро (Нью-Мексико)            | LINEAR                         |
| (71018) 1999 XC57           | 1999 XC57            | 7 грудня 1999  | Сокорро (Нью-Мексико)            | LINEAR                         |
| (71019) 1999 XK57           | 1999 XK57            | 7 грудня 1999  | Сокорро (Нью-Мексико)            | LINEAR                         |
| (71020) 1999 XW58           | 1999 XW58            | 7 грудня 1999  | Сокорро (Нью-Мексико)            | LINEAR                         |
| (71021) 1999 XY58           | 1999 XY58            | 7 грудня 1999  | Сокорро (Нью-Мексико)            | LINEAR                         |
| (71022) 1999 XD59           | 1999 XD59            | 7 грудня 1999  | Сокорро (Нью-Мексико)            | LINEAR                         |
| (71023) 1999 XT60           | 1999 XT60            | 7 грудня 1999  | Сокорро (Нью-Мексико)            | LINEAR                         |
| (71024) 1999 XU60           | 1999 XU60            | 7 грудня 1999  | Сокорро (Нью-Мексико)            | LINEAR                         |
| (71025) 1999 XZ60           | 1999 XZ60            | 7 грудня 1999  | Сокорро (Нью-Мексико)            | LINEAR                         |
| (71026) 1999 XD62           | 1999 XD62            | 7 грудня 1999  | Сокорро (Нью-Мексико)            | LINEAR                         |
| (71027) 1999 XS62           | 1999 XS62            | 7 грудня 1999  | Сокорро (Нью-Мексико)            | LINEAR                         |
| (71028) 1999 XJ66           | 1999 XJ66            | 7 грудня 1999  | Сокорро (Нью-Мексико)            | LINEAR                         |
| (71029) 1999 XS66           | 1999 XS66            | 7 грудня 1999  | Сокорро (Нью-Мексико)            | LINEAR                         |
| (71030) 1999 XM67           | 1999 XM67            | 7 грудня 1999  | Сокорро (Нью-Мексико)            | LINEAR                         |
| (71031) 1999 XE68           | 1999 XE68            | 7 грудня 1999  | Сокорро (Нью-Мексико)            | LINEAR                         |
| (71032) 1999 XE70           | 1999 XE70            | 7 грудня 1999  | Сокорро (Нью-Мексико)            | LINEAR                         |
| (71033) 1999 XU70           | 1999 XU70            | 7 грудня 1999  | Сокорро (Нью-Мексико)            | LINEAR                         |
| (71034) 1999 XK71           | 1999 XK71            | 7 грудня 1999  | Сокорро (Нью-Мексико)            | LINEAR                         |
| (71035) 1999 XR71           | 1999 XR71            | 7 грудня 1999  | Сокорро (Нью-Мексико)            | LINEAR                         |
| (71036) 1999 XR72           | 1999 XR72            | 7 грудня 1999  | Сокорро (Нью-Мексико)            | LINEAR                         |
| (71037) 1999 XF73           | 1999 XF73            | 7 грудня 1999  | Сокорро (Нью-Мексико)            | LINEAR                         |
| (71038) 1999 XL73           | 1999 XL73            | 7 грудня 1999  | Сокорро (Нью-Мексико)            | LINEAR                         |
| (71039) 1999 XZ73           | 1999 XZ73            | 7 грудня 1999  | Сокорро (Нью-Мексико)            | LINEAR                         |
| (71040) 1999 XG74           | 1999 XG74            | 7 грудня 1999  | Сокорро (Нью-Мексико)            | LINEAR                         |
| (71041) 1999 XQ74           | 1999 XQ74            | 7 грудня 1999  | Сокорро (Нью-Мексико)            | LINEAR                         |
| (71042) 1999 XN77           | 1999 XN77            | 7 грудня 1999  | Сокорро (Нью-Мексико)            | LINEAR                         |
| (71043) 1999 XB78           | 1999 XB78            | 7 грудня 1999  | Сокорро (Нью-Мексико)            | LINEAR                         |
| (71044) 1999 XT81           | 1999 XT81            | 7 грудня 1999  | Сокорро (Нью-Мексико)            | LINEAR                         |
| (71045) 1999 XY84           | 1999 XY84            | 7 грудня 1999  | Сокорро (Нью-Мексико)            | LINEAR                         |
| (71046) 1999 XC85           | 1999 XC85            | 7 грудня 1999  | Сокорро (Нью-Мексико)            | LINEAR                         |
| (71047) 1999 XC86           | 1999 XC86            | 7 грудня 1999  | Сокорро (Нью-Мексико)            | LINEAR                         |
| (71048) 1999 XA87           | 1999 XA87            | 7 грудня 1999  | Сокорро (Нью-Мексико)            | LINEAR                         |
| (71049) 1999 XG88           | 1999 XG88            | 7 грудня 1999  | Сокорро (Нью-Мексико)            | LINEAR                         |
| (71050) 1999 XY88           | 1999 XY88            | 7 грудня 1999  | Сокорро (Нью-Мексико)            | LINEAR                         |
| (71051) 1999 XN89           | 1999 XN89            | 7 грудня 1999  | Сокорро (Нью-Мексико)            | LINEAR                         |
| (71052) 1999 XP91           | 1999 XP91            | 7 грудня 1999  | Сокорро (Нью-Мексико)            | LINEAR                         |
| (71053) 1999 XB93           | 1999 XB93            | 7 грудня 1999  | Сокорро (Нью-Мексико)            | LINEAR                         |
| (71054) 1999 XU93           | 1999 XU93            | 7 грудня 1999  | Сокорро (Нью-Мексико)            | LINEAR                         |
| (71055) 1999 XV93           | 1999 XV93            | 7 грудня 1999  | Сокорро (Нью-Мексико)            | LINEAR                         |
| (71056) 1999 XY95           | 1999 XY95            | 9 грудня 1999  | Обсерваторія Оїдзумі             | Такао Кобаяші                  |
| (71057) 1999 XE96           | 1999 XE96            | 7 грудня 1999  | Сокорро (Нью-Мексико)            | LINEAR                         |
| (71058) 1999 XL96           | 1999 XL96            | 7 грудня 1999  | Сокорро (Нью-Мексико)            | LINEAR                         |
| (71059) 1999 XP96           | 1999 XP96            | 7 грудня 1999  | Сокорро (Нью-Мексико)            | LINEAR                         |
| (71060) 1999 XL98           | 1999 XL98            | 7 грудня 1999  | Сокорро (Нью-Мексико)            | LINEAR                         |
| (71061) 1999 XS98           | 1999 XS98            | 7 грудня 1999  | Сокорро (Нью-Мексико)            | LINEAR                         |
| (71062) 1999 XO99           | 1999 XO99            | 7 грудня 1999  | Сокорро (Нью-Мексико)            | LINEAR                         |
| (71063) 1999 XH101          | 1999 XH101           | 7 грудня 1999  | Сокорро (Нью-Мексико)            | LINEAR                         |
| (71064) 1999 XX103          | 1999 XX103           | 8 грудня 1999  | Сокорро (Нью-Мексико)            | LINEAR                         |
| (71065) 1999 XY105          | 1999 XY105           | 11 грудня 1999 | Обсерваторія Оїдзумі             | Такао Кобаяші                  |
| (71066) 1999 XL106          | 1999 XL106           | 4 грудня 1999  | Каталінський огляд               | Каталінський огляд             |
| (71067) 1999 XX108          | 1999 XX108           | 4 грудня 1999  | Каталінський огляд               | Каталінський огляд             |
| (71068) 1999 XY109          | 1999 XY109           | 4 грудня 1999  | Каталінський огляд               | Каталінський огляд             |
| (71069) 1999 XB110          | 1999 XB110           | 4 грудня 1999  | Каталінський огляд               | Каталінський огляд             |
| (71070) 1999 XA112          | 1999 XA112           | 7 грудня 1999  | Сокорро (Нью-Мексико)            | LINEAR                         |
| (71071) 1999 XH112          | 1999 XH112           | 10 грудня 1999 | Сокорро (Нью-Мексико)            | LINEAR                         |
| (71072) 1999 XL112          | 1999 XL112           | 10 грудня 1999 | Сокорро (Нью-Мексико)            | LINEAR                         |
| (71073) 1999 XE113          | 1999 XE113           | 11 грудня 1999 | Сокорро (Нью-Мексико)            | LINEAR                         |
| (71074) 1999 XR115          | 1999 XR115           | 5 грудня 1999  | Каталінський огляд               | Каталінський огляд             |
| (71075) 1999 XB117          | 1999 XB117           | 5 грудня 1999  | Каталінський огляд               | Каталінський огляд             |
| (71076) 1999 XV117          | 1999 XV117           | 5 грудня 1999  | Каталінський огляд               | Каталінський огляд             |
| (71077) 1999 XZ117          | 1999 XZ117           | 5 грудня 1999  | Каталінський огляд               | Каталінський огляд             |
| (71078) 1999 XF118          | 1999 XF118           | 5 грудня 1999  | Каталінський огляд               | Каталінський огляд             |
| (71079) 1999 XO118          | 1999 XO118           | 5 грудня 1999  | Каталінський огляд               | Каталінський огляд             |
| (71080) 1999 XD119          | 1999 XD119           | 5 грудня 1999  | Каталінський огляд               | Каталінський огляд             |
| (71081) 1999 XL119          | 1999 XL119           | 5 грудня 1999  | Каталінський огляд               | Каталінський огляд             |
| (71082) 1999 XV120          | 1999 XV120           | 5 грудня 1999  | Каталінський огляд               | Каталінський огляд             |
| (71083) 1999 XO121          | 1999 XO121           | 5 грудня 1999  | Каталінський огляд               | Каталінський огляд             |
| (71084) 1999 XQ121          | 1999 XQ121           | 5 грудня 1999  | Каталінський огляд               | Каталінський огляд             |
| (71085) 1999 XX122          | 1999 XX122           | 7 грудня 1999  | Каталінський огляд               | Каталінський огляд             |
| (71086) 1999 XT125          | 1999 XT125           | 7 грудня 1999  | Каталінський огляд               | Каталінський огляд             |
| (71087) 1999 XV127          | 1999 XV127           | 13 грудня 1999 | Обсерваторія Ондржейов           | Петер Кушнірак                 |
| (71088) 1999 XK129          | 1999 XK129           | 12 грудня 1999 | Сокорро (Нью-Мексико)            | LINEAR                         |
| (71089) 1999 XH132          | 1999 XH132           | 12 грудня 1999 | Сокорро (Нью-Мексико)            | LINEAR                         |
| (71090) 1999 XW132          | 1999 XW132           | 12 грудня 1999 | Сокорро (Нью-Мексико)            | LINEAR                         |
| (71091) 1999 XN133          | 1999 XN133           | 12 грудня 1999 | Сокорро (Нью-Мексико)            | LINEAR                         |
| (71092) 1999 XO133          | 1999 XO133           | 12 грудня 1999 | Сокорро (Нью-Мексико)            | LINEAR                         |
| (71093) 1999 XW133          | 1999 XW133           | 12 грудня 1999 | Сокорро (Нью-Мексико)            | LINEAR                         |
| (71094) 1999 XZ133          | 1999 XZ133           | 12 грудня 1999 | Сокорро (Нью-Мексико)            | LINEAR                         |
| (71095) 1999 XM134          | 1999 XM134           | 12 грудня 1999 | Сокорро (Нью-Мексико)            | LINEAR                         |
| (71096) 1999 XR136          | 1999 XR136           | 13 грудня 1999 | Обсерваторія Фаунтін-Гіллс       | Чарльз Джулз                   |
| (71097) 1999 XQ137          | 1999 XQ137           | 3 грудня 1999  | Станція Андерсон-Меса            | LONEOS                         |
| (71098) 1999 XV137          | 1999 XV137           | 11 грудня 1999 | Королівська обсерваторія Бельгії | Тьєрі Повель                   |
| (71099) 1999 XQ138          | 1999 XQ138           | 5 грудня 1999  | Обсерваторія Кітт-Пік            | Spacewatch                     |
| (71100) 1999 XV139          | 1999 XV139           | 2 грудня 1999  | Обсерваторія Кітт-Пік            | Spacewatch                     |